# Mistrzostwa Świata w Hokeju na Lodzie 2011 (II Dywizja)
Mistrzostwa Świata w Hokeju na Lodzie II dywizji 2011 odbyły się w dwóch państwach: w Australii (Melbourne) oraz w Chorwacji (Zagrzeb). Zawody były rozgrywane w dniach 4 – 10 kwietnia dla grupy A oraz 10 kwietnia – 17 kwietnia. Był to 15. turniej o awans do I dywizji mistrzostw świata (wcześniej grupy C).
W tej części mistrzostw uczestniczyły 12 drużyn, które podzielone były na dwie grupy, w których rozgrywały mecze systemem każdy z każdym. Dwie najlepsze drużyny awansują do I dywizji. Dwie najgorsze spadną do III dywizji.
Hale, w których odbyły się zawody to:
- Melbourne Ice House (Melbourne)
- Dom Sportova (Zagrzeb)

## Grupa A
Wyniki
| 4 kwietnia 2011 | Belgia | 3:2 | Serbia | Melbourne Ice House, Melbourne |

| Szczegóły      | Szczegóły                                                            | Szczegóły       | Szczegóły                                      | Szczegóły                                |
| -------------- | -------------------------------------------------------------------- | --------------- | ---------------------------------------------- | ---------------------------------------- |
| Godzina: 13:00 | P. Camelbeeck 16:04 (EQ) K. van Looy 22:23 (EQ) V. Morgan 30:15 (PP) | (1:1, 2:0, 0:1) | 17:37 (PP) M. Milovanović 51:27 (PP) I. Prokić | Widzów: 134 Sędzia główny: Lehel Gergely |

| 4 kwietnia 2011 | Korea Północna | 0:5 vo | Nowa Zelandia | Melbourne Ice House, Melbourne |

| Godzina: 16:30 |

| 4 kwietnia 2011 | Australia | 11:1 | Meksyk | Melbourne Ice House, Melbourne |

| Szczegóły      | Szczegóły | Szczegóły       | Szczegóły               | Szczegóły                               |
| -------------- | --- | --------------- | ----------------------- | --------------------------------------- |
| Godzina: 20:00 | T. Manco 02:28 (EQ) S. Stephenson 31:22 (EQ) J. Hughes 32:33 (EQ) J. Hughes 35:46 (PP) N. Walker 36:33 (EQ) J. Hughes 40:52 (PP) N. Walker 46:48 (PP) L. Webster 48:18 (PP) J. Hughes 55:20 (PS) L. Webster 55:31 (SH) J. Gavin 59:47 (EQ) | (1:0, 4:0, 6:1) | 47:00 (SH) A. Gutierrez | Widzów: 1200 Sędzia główny: Peter Gebei |

| 5 kwietnia 2011 | Meksyk | 5:0 vo | Korea Północna | Melbourne Ice House, Melbourne |

| Godzina: 15:45 |

| 5 kwietnia 2011 | Serbia | 6:4 | Nowa Zelandia | Melbourne Ice House, Melbourne |

| Szczegóły      | Szczegóły | Szczegóły       | Szczegóły                                                                      | Szczegóły                                 |
| -------------- | --- | --------------- | ------------------------------------------------------------------------------ | ----------------------------------------- |
| Godzina: 19:15 | M. Sretović 00:22 (EQ) N. Vucurević 05:04 (EQ) M. Sretović 07:06 (EQ) B. Janković 18:40 (EQ) M. Prokić 41:18 (EQ) B. Gabrić 52:17 (PP) | (4:1, 0:0, 2:3) | 11:32 (PP) C. Eaden 47:22 (PP) C. Down 56:29 (EQ) C. Eaden 58:20 (EQ) C. Eaden | Widzów: 358 Sędzia główny: Vedran Krcelić |

| 6 kwietnia 2011 | Australia | 5:3 | Belgia | Melbourne Ice House, Melbourne |

| Szczegóły      | Szczegóły                                                                                              | Szczegóły       | Szczegóły                                                                  | Szczegóły                                  |
| -------------- | --- | --------------- | -------------------------------------------------------------------------- | ------------------------------------------ |
| Godzina: 20:00 | L. Webster 24:34 (PP) N. Walker 25:15 (EQ) G. Oddy 35:58 (EQ) J. Hughes 40:43 (EQ) D. Upton 59:49 (EN) | (0:0, 3:1, 2:2) | 27:07 (EQ) K. van Looy 41:52 (EQ) B. Kolodziejczyk 48:13 (EQ) B. Vercammen | Widzów: 1320 Sędzia główny: Jari Leppaalho |

| 7 kwietnia 2011 | Serbia | 7:0 | Meksyk | Melbourne Ice House, Melbourne |

| Szczegóły      | Szczegóły | Szczegóły       | Szczegóły | Szczegóły                                 |
| -------------- | --- | --------------- | --------- | ----------------------------------------- |
| Godzina: 13:00 | M. Sretović 02:19 (PP) M. Sretović 22:55 (EQ) M. Prokić 24:17 (PP) M.A. Fournier 27:01 (EQ) B. Mamić 29:44 (EQ) M. Prokić 42:05 (EQ) F. Perowne 51:58 (EQ) | (1:0, 4:0, 2:0) |           | Widzów: 103 Sędzia główny: Jari Leppaalho |

| 7 kwietnia 2011 | Belgia | 0:5 | Nowa Zelandia | Melbourne Ice House, Melbourne |

| Szczegóły      | Szczegóły | Szczegóły       | Szczegóły                                                                                          | Szczegóły                              |
| -------------- | --------- | --------------- | -------------------------------------------------------------------------------------------------- | -------------------------------------- |
| Godzina: 16:30 |           | (0:2, 0:3, 0:0) | 04:14 (PP) P. Heyd 08:51 (EQ) C. Eaden 25:47 (PP) B. Lee 32:08 (PP) J. Challis 36:41 (EQ) C. Huber | Widzów: 256 Sędzia główny: Peter Gebei |

| 7 kwietnia 2011 | Australia | 5:0 vo | Korea Północna | Melbourne Ice House, Melbourne |

| Godzina: 20:00 |

| 8 kwietnia 2011 | Korea Północna | 0:5 vo | Serbia | Melbourne Ice House, Melbourne |

| Godzina: 20:00 |

| 9 kwietnia 2011 | Meksyk | 2:8 | Belgia | Melbourne Ice House, Melbourne |

| Szczegóły      | Szczegóły                                        | Szczegóły       | Szczegóły | Szczegóły                                 |
| -------------- | ------------------------------------------------ | --------------- | --- | ----------------------------------------- |
| Godzina: 16:30 | A. Valenzuela 17:47 (EQ) A. Gutiérrez 55:39 (PP) | (1:1, 0:3, 1:4) | 17:20 (EQ) K. van Looy 22:54 (PP) K. van Looy 24:59 (EQ) M. Morgan 26:28 (EQ) B. Kolodziejczyk 41:17 (EQ) J. Raekelboom 41:36 (EQ) B. Kolodziejczyk 50:07 (EQ) M. Morgan 51:32 (EQ) D. Leirs | Widzów: 280 Sędzia główny: Vedran Krcelić |

| 9 kwietnia 2011 | Nowa Zelandia | 0:2 | Australia | Melbourne Ice House, Melbourne |

| Szczegóły      | Szczegóły | Szczegóły       | Szczegóły                                 | Szczegóły                                 |
| -------------- | --------- | --------------- | ----------------------------------------- | ----------------------------------------- |
| Godzina: 20:00 |           | (0:0, 0:2, 0:0) | 27:17 (EQ) N. Walker 36:09 (PP) J. Hughes | Widzów: 1500 Sędzia główny: Lehel Gergely |

| 10 kwietnia 2011 | Belgia | 5:0 vo | Korea Północna | Melbourne Ice House, Melbourne |

| Godzina: 13:00 |

| 10 kwietnia 2011 | Nowa Zelandia | 5:0 | Meksyk | Melbourne Ice House, Melbourne |

| Szczegóły      | Szczegóły                                                                                              | Szczegóły       | Szczegóły | Szczegóły                              |
| -------------- | --- | --------------- | --------- | -------------------------------------- |
| Godzina: 16:30 | C. Eaden 17:32 (PP) I. Wannamaker 22:34 (EQ) B. Speirs 30:47 (EQ) A. Cox 56:38 (EQ) P. Heyd 58:51 (EQ) | (1:0, 2:0, 2:0) |           | Widzów: 531 Sędzia główny: Peter Gebei |

| 10 kwietnia 2011 | Serbia | 2:4 | Australia | Melbourne Ice House, Melbourne |

| Szczegóły      | Szczegóły                                     | Szczegóły       | Szczegóły                                                                         | Szczegóły                                  |
| -------------- | --------------------------------------------- | --------------- | --------------------------------------------------------------------------------- | ------------------------------------------ |
| Godzina: 20:00 | N. Raković 07:48 (PP) M. Kovacević 41:07 (SH) | (1:2, 0:1, 1:1) | 07:57 (EQ) G. Oddy 11:57 (EQ) D. Upton 26:43 (EQ) J. Hughes 58:33 (EQ) L. Webster | Widzów: 1550 Sędzia główny: Jari Leppaalho |

### Tabela
Lp. = lokata, M = liczba rozegranych spotkań, W = Wygrane, WpD = Wygrane po dogrywce lub karnych, PpD = Porażki po dogrywce lub karnych, P = Porażki, G+ = Gole strzelone, G- = Gole stracone, Pkt = Liczba zdobytych punktów,       = awans do I dywizji,       = spadek do III dywizji
| Lp. | Zespół         | M | W | WpD | PpD | P | G + | G – | +/- | Pkt |
| --- | -------------- | - | - | --- | --- | - | --- | --- | --- | --- |
| 1   | Australia      | 5 | 5 | 0   | 0   | 0 | 27  | 6   | +21 | 15  |
| 2   | Nowa Zelandia  | 5 | 3 | 0   | 0   | 2 | 19  | 8   | +11 | 9   |
| 3   | Serbia         | 5 | 3 | 0   | 0   | 2 | 22  | 11  | +11 | 9   |
| 4   | Belgia         | 5 | 3 | 0   | 0   | 2 | 19  | 14  | +5  | 9   |
| 5   | Meksyk         | 5 | 1 | 0   | 0   | 4 | 8   | 31  | -23 | 3   |
| 6   | Korea Północna | 5 | 0 | 0   | 0   | 5 | 0   | 25  | -25 | 0   |

## Grupa B
Wyniki
| 10 kwietnia 2011 | Rumunia | 9:4 | Chiny | Dom Sportova, Zagrzeb |

| Szczegóły      | Szczegóły | Szczegóły       | Szczegóły                                                                  | Szczegóły                                   |
| -------------- | --- | --------------- | -------------------------------------------------------------------------- | ------------------------------------------- |
| Godzina: 13:00 | E. Mihaly 04:37 (SH) T. Becze 07:41 (EQ) Z. Antal 08:23 (EQ) O. Bíró 13:08 (EQ) C. Virág 19:04 (EQ) Z. Molnár 29:20 (EQ) A. Goga 45:49 (SH) O. Bíró 54:45 (EQ) S. Papp 55:21 (PP) | (5:1, 1:2, 3:1) | 18:54 (EQ) Cui Z. 25:36 (SH) Zhang W. 29:46 (SH) Zhang W. 50:12 (PP) Fu N. | Widzów: 100 Sędzia główny: Tommy Soestumoen |

| 10 kwietnia 2011 | Irlandia | 0:6 | Bułgaria | Dom Sportova, Zagrzeb |

| Szczegóły      | Szczegóły | Szczegóły       | Szczegóły | Szczegóły                                |
| -------------- | --------- | --------------- | --- | ---------------------------------------- |
| Godzina: 16:30 |           | (0:2, 0:4, 0:0) | 05:55 (PP) M. Bojadjiew 14:12 (EQ) S. Muhaczew 23:17 (SH) M. Milanow 23:43 (SH) M. Milanow 28:27 (EQ) A. Jotow 33:45 (EQ) A. Jotow | Widzów: 120 Sędzia główny: Daniel Gamper |

| 10 kwietnia 2011 | Islandia | 0:9 | Chorwacja | Dom Sportova, Zagrzeb |

| Szczegóły      | Szczegóły | Szczegóły       | Szczegóły | Szczegóły                                  |
| -------------- | --------- | --------------- | --- | ------------------------------------------ |
| Godzina: 20:00 |           | (0:3, 0:3, 0:3) | 11:31 (PP) D. Kanaet 15:38 (PP) M. Lovrenčić 19:15 (PP) V. Žibret 21:02 (EQ) B. Rendulić 22:54 (PP) M. Lovrenčić 36:20 (PP) J. Kučera 46:46 (EQ) M. Lovrenčić 49:59 (PP) M. Blagus 59:56 (PP) M. Blagus | Widzów: 3000 Sędzia główny: Robert Mullner |

| 11 kwietnia 2011 | Chiny | 5:0 | Irlandia | Dom Sportova, Zagrzeb |

| Szczegóły      | Szczegóły                                                                                        | Szczegóły       | Szczegóły | Szczegóły                                     |
| -------------- | ------------------------------------------------------------------------------------------------ | --------------- | --------- | --------------------------------------------- |
| Godzina: 13:00 | Zhang H. 25:19 (EQ) Li J. 31:30 (PP) Zhang W. 43:42 (PP) Zhang H. 45:16 (PP) Zhang W. 58:38 (PP) | (0:0, 2:0, 3:0) |           | Widzów: 80 Sędzia główny: Włodzimierz Marczuk |

| 11 kwietnia 2011 | Rumunia | 4:2 | Islandia | Dom Sportova, Zagrzeb |

| Szczegóły      | Szczegóły                                                                         | Szczegóły       | Szczegóły                                      | Szczegóły                               |
| -------------- | --------------------------------------------------------------------------------- | --------------- | ---------------------------------------------- | --------------------------------------- |
| Godzina: 16:30 | Z. Molnár 27:42 (SH) S. Papp 33:19 (PP) O. Bíró 45:02 (PP) E. Moldovan 59:18 (EN) | (0:1, 2:1, 2:0) | 03:08 (EQ) R. Hedstrom 20:37 (PP) E. Alengaard | Widzów: 85 Sędzia główny: Daniel Gamper |

| 11 kwietnia 2011 | Chorwacja | 17:2 | Bułgaria | Dom Sportova, Zagrzeb |

| Szczegóły      | Szczegóły | Szczegóły       | Szczegóły                                  | Szczegóły                                    |
| -------------- | --- | --------------- | ------------------------------------------ | -------------------------------------------- |
| Godzina: 20:00 | B. Rendulić 01:12 (EQ) T. Grozaj 08:29 (EQ) T. Čunko 14:29 (PP) T. Čunko 18:58 (EQ) M. Lovrenčić 20:48 (PP) D. Plahutar 22:41 (PP) M. Ljubić 23:49 (EQ) B. Rendulić 24:16 (EQ) M. Blagus 24:42 (EQ) M. Blagus 28:49 (PP) M. Lovrenčić 31:15 (EQ) M. Lovrenčić 35:11 (PP) M. Brumerčik 39:03 (PP) D. Plahutar 49:06 (EQ) N. Senzel 56:22 (EQ) D. Kanaet 57:30 (EQ) B. Rendulić 58:35 (EQ) | (4:0, 9:1, 4:1) | 23:04 (EQ) S. Georgiew 59:40 (EQ) A. Jotow | Widzów: 1000 Sędzia główny: Tommy Soestumoen |

| 13 kwietnia 2011 | Islandia | 3:2 | Bułgaria | Dom Sportova, Zagrzeb |

| Szczegóły      | Szczegóły                                                                   | Szczegóły       | Szczegóły                                  | Szczegóły                                  |
| -------------- | --------------------------------------------------------------------------- | --------------- | ------------------------------------------ | ------------------------------------------ |
| Godzina: 13:00 | O. Björnsson 26:57 (EQ) E. Thormodsson 35:26 (PP) E. Thormodsson 38:55 (EQ) | (0:0, 3:0, 0:2) | 46:49 (EQ) A. Jotow 48:47 (PP) S. Muhaczew | Widzów: 60 Sędzia główny: Tommy Soestumoen |

| 13 kwietnia 2011 | Rumunia | 22:0 | Irlandia | Dom Sportova, Zagrzeb |

| Szczegóły      | Szczegóły | Szczegóły       | Szczegóły | Szczegóły                                |
| -------------- | --- | --------------- | --------- | ---------------------------------------- |
| Godzina: 16:30 | O. Bíró 00:24 (EQ) R. Gliga 03:11 (EQ) J. Adorján 05:46 (PP) E. Pysarenko 12:16 (EQ) S. Papp 12:30 (EQ) C. Virág 16:27 (EQ) E. Kósa 20:22 (PP) L. Péter 24:25 (EQ) I. Nagy 30:48 (EQ) S. Papp 31:32 (EQ) E. Kósa 34:03 (EQ) T. Becze 34:40 (EQ) T. Becze 35:25 (EQ) Z. Bálint 36:22 (EQ) Z. Bálint 41:44 (EQ) Z. Molnár 42:47 (EQ) T. Becze 46:09 (EQ) A. Góga 48:40 (SH) I. Nagy 54:18 (PP) T. Becze 56:13 (EQ) R. Gliga 57:40 (EQ) E. Moldovan 58:04 (EQ) | (6:0, 8:0, 8:0) |           | Widzów: 80 Sędzia główny: Robert Mullner |

| 13 kwietnia 2011 | Chorwacja | 5:2 | Chiny | Dom Sportova, Zagrzeb |

| Szczegóły      | Szczegóły | Szczegóły       | Szczegóły                             | Szczegóły                                       |
| -------------- | --- | --------------- | ------------------------------------- | ----------------------------------------------- |
| Godzina: 20:00 | B. Rendulić 09:08 (PP) M. Sertić 22:57 (EQ) B. Rendulić 32:56 (EQ) K. Svigir 39:16 (EQ) D. Kanaet 59:31 (EN) | (1:1, 3:0, 1:1) | 19:32 (PP) Liu Y. 40:40 (PP) Zhang W. | Widzów: 1200 Sędzia główny: Włodzimierz Marczuk |

| 15 kwietnia 2011 | Bułgaria | 1:10 | Rumunia | Dom Sportova, Zagrzeb |

| Szczegóły      | Szczegóły              | Szczegóły       | Szczegóły | Szczegóły                                |
| -------------- | ---------------------- | --------------- | --- | ---------------------------------------- |
| Godzina: 13:00 | S. Muhaczew 37:41 (PP) | (0:3, 1:5, 0:2) | 03:32 (EQ) E. Mihály 05:10 (PS) Z. Antal 12:09 (EQ) T. Becze 23:47 (EQ) Z. Pál 27:37 (EQ) E. Moldován 29:04 (EQ) S. Papp 32:56 (EQ) I. Nagy 37:12 (SH) E. Mihály 57:02 (EQ) E. Pysarenko 59:21 (EQ) Z. Antal | Widzów: 40 Sędzia główny: Robert Mullner |

| 15 kwietnia 2011 | Chiny | 3:5 | Islandia | Dom Sportova, Zagrzeb |

| Szczegóły      | Szczegóły                                                  | Szczegóły       | Szczegóły | Szczegóły                                      |
| -------------- | ---------------------------------------------------------- | --------------- | --- | ---------------------------------------------- |
| Godzina: 16:30 | Zhang W. 16:36 (EQ) Zhang W. 29:09 (PP) Lang B. 40:49 (EQ) | (1:1, 1:3, 1:1) | 13:32 (EQ) U. Andresson 25:37 (PP) E. Thormodsson 35:20 (PP) A. Mikaelsson 38:09 (PP) E. Thormodsson 53:13 (EQ) J. Gislason | Widzów: 100 Sędzia główny: Włodzimierz Marczuk |

| 15 kwietnia 2011 | Irlandia | 4:21 | Chorwacja | Dom Sportova, Zagrzeb |

| Szczegóły      | Szczegóły                                                                                | Szczegóły       | Szczegóły | Szczegóły                                |
| -------------- | ---------------------------------------------------------------------------------------- | --------------- | --- | ---------------------------------------- |
| Godzina: 20:00 | D. Morrison 14:56 (PP) G. Roberts 42:58 (SH) S. Dooley 50:47 (PP) M. Morrison 56:02 (EQ) | (1:7, 0:6, 3:8) | 02:56 (PP) T. Čunko 03:42 (EQ) M. Novak 06:06 (EQ) S. Belić 07:02 (EQ) M. Lovrenčić 07:17 (EQ) M. Brumerčik 17:45 (EQ) V. Žibret 19:56 (PP) D. Kanaet 27:05 (EQ) D. Kanaet 30:56 (PP) M. Lovrenčić 32:12 (EQ) M. Ljubić 33:33 (EQ) V. Žibret 35:41 (PP) M. Smerdelj 37:44 (PP) D. Kanaet 40:14 (EQ) M. Novak 40:14 (PP) T. Čunko 47:37 (SH) K. Svigir 49:33 (EQ) T. Grozaj 51:02 (EQ) V. Žibret 54:31 (PP) B. Rendulić 58:48 (EQ) K. Svigir 59:07 (EQ) D. Kanaet | Widzów: 850 Sędzia główny: Daniel Gemper |

| 16 kwietnia 2011 | Bułgaria | 6:12 | Chiny | Dom Sportova, Zagrzeb |

| Szczegóły      | Szczegóły | Szczegóły       | Szczegóły | Szczegóły                               |
| -------------- | --- | --------------- | --- | --------------------------------------- |
| Godzina: 13:00 | M. Bojadjiew 28:55 (PP) S. Muhaczew 30:52 (EQ) S. Muhaczew 39:00 (EQ) S. Muhaczew 39:22 (EQ0 L. Giumov 55:02 (EQ) L. Giumov 59:40 (EQ) | (0:2, 4:5, 2:5) | 07:31 (EQ) Liu Y. 11:55 (EQ) Cui Z. 22:35 (EQ) Liu W. 33:34 (EQ) Fu N. 34:22 (EQ) Liu W. 37:01 (EQ) Liu Y. 37:12 (EQ) Meng Q. 42:14 (EQ) Fu N. 45:37 (EQ) Liu W. 48:20 (PP) Cui Z. 53:26 (EQ) Fu N. 59:19 (EQ) Zhang W. | Widzów: 70 Sędzia główny: Daniel Gamper |

| 16 kwietnia 2011 | Islandia | 14:0 | Irlandia | Dom Sportova, Zagrzeb |

| Szczegóły      | Szczegóły | Szczegóły       | Szczegóły | Szczegóły                                   |
| -------------- | --- | --------------- | --------- | ------------------------------------------- |
| Godzina: 16:30 | E. Alengaard 00:12 (EQ) B. Arnason 01:07 (PP) A. Mikaelsson 03:30 (PP) E. Thormodsson 13:50 (EQ) M. Sigurdarson 15:12 (SH) O. Bjornsson 18:06 (EQ) A. Mikaelsson 22:03 (EQ) E. Thormodsson 23:24 (EQ) G. Thormodsson 26:07 (EQ) A. Mikaelsson 35:29 (EQ) I. Eliasson 39:35 (PP) G. Thormodsson 52:05 (PP) S. Sigurdsson 54:57 (EQ) D. Adel 58:11 (PP) | (6:0, 5:0, 3:0) |           | Widzów: Tommy Soestumoen Sędzia główny: 100 |

| 16 kwietnia 2011 | Chorwacja | 1:2 | Rumunia | Dom Sportova, Zagrzeb |

| Szczegóły      | Szczegóły              | Szczegóły       | Szczegóły                                | Szczegóły                                  |
| -------------- | ---------------------- | --------------- | ---------------------------------------- | ------------------------------------------ |
| Godzina: 20:00 | B. Rendulić 05:46 (EQ) | (1:0, 0:1, 0:1) | 25:17 (PP) Z. Antal 44:49 (PP) M. Petres | Widzów: 3000 Sędzia główny: Robert Mullner |

### Tabela
Lp. = lokata, M = liczba rozegranych spotkań, W = Wygrane, WpD = Wygrane po dogrywce lub karnych, PpD = Porażki po dogrywce lub karnych, P = Porażki, G+ = Gole strzelone, G- = Gole stracone, Pkt = Liczba zdobytych punktów,       = awans do I dywizji,       = spadek do III dywizji
| Lp. | Zespół    | M | W | WpD | PpD | P | G + | G – | +/- | Pkt |
| --- | --------- | - | - | --- | --- | - | --- | --- | --- | --- |
| 1   | Rumunia   | 5 | 5 | 0   | 0   | 0 | 47  | 8   | +39 | 15  |
| 2   | Chorwacja | 5 | 4 | 0   | 0   | 1 | 53  | 10  | +43 | 12  |
| 3   | Islandia  | 5 | 3 | 0   | 0   | 2 | 24  | 18  | +6  | 9   |
| 4   | Chiny     | 5 | 2 | 0   | 0   | 3 | 26  | 25  | +1  | 6   |
| 5   | Bułgaria  | 5 | 1 | 0   | 0   | 4 | 17  | 42  | -25 | 3   |
| 6   | Irlandia  | 5 | 0 | 0   | 0   | 5 | 4   | 68  | -64 | 0   |